# Panvel
Panvel   est une ville indienne située à proximité de l'agglomération de Bombay)  dans l'État indien du Maharashtra au centre-est du pays. La ville qui compte un demi million d'habitants a connu une forte croissance démographique induite par la proximité de Bombay. Elle est située le long du Panvel Creek qui débouche sur la rade de Bombay et est encadrée de deux côtés par des montagnes. Elle est desservie par la  Harbour Line chemin de fer suburbain de Bombay qui la relie à cette agglomération. C'est la plus grande ville du district de Raigad.